# Prendilo - Le dimensioni contano
Prendilo - Le dimensioni contano (Gettin' It) è un film statunitense del 2007 diretto da Nick Gaitatjis.

## Trama
Silver è un ragazzo vergine che vorrebbe copulare per la prima volta con la sua ragazza Sheila ma quando lui ci prova per l'ennesima volta lei lo lascia. Allora Silver seguendo il suggerimento del suo mentore Arturo cerca di avere rapporti con donne mature. Mentre Silver tenta di copulare con donne più grandi di lui inizia a circolare la voce che il pene di Silver è enorme questo porta al ragazzo tantissima popolarità e un impressionante numero di ammiratrici. Ma alla fine Silver dice la verità sulle dimensioni del suo pene e si rimette con Sheila con cui aspetterà il momento giusto per copulare.